# 93 (číslo)
Devadesát tři je přirozené číslo. Následuje po číslu devadesát dva a předchází číslu devadesát čtyři. Pořadové číslo je devadesátý třetí nebo třiadevadesátý. Římskými číslicemi se zapisuje XCIII.

## Matematika
Devadesát tři je
- deficientní číslo.
- bezčtvercové celé číslo
- příznivé číslo.
- v desítkové soustavě nešťastné číslo.

## Chemie
- 93 je protonové číslo neptunia, neutronové číslo čtvrtého nejméně běžného přírodního izotopu gadolinia a nukleonové číslo běžnějšího z obou přírodních izotopů niobu (tím méně běžným je 92Nb).[1]

## Ostatní
- +93 je mezinárodní telefonní předvolba Afghánistánu
- Devadesát tři je román francouzského spisovatele Victora Huga
- 93 je startovní číslo osminásobného mistra světa silničních motocyklů a šestinásobného mistra světa královské kubatury MotoGP Marca Marqueze

## Roky
- 93
- 93 př. n. l.